# Cryptocentrus pavoninoides
Cryptocentrus pavoninoides là một loài cá biển thuộc chi Cryptocentrus trong họ Cá bống trắng. Loài này được mô tả lần đầu tiên vào năm 1849.

## Từ nguyên
Từ định danh pavoninoides được ghép bởi hai âm tiết: pavoninus trong tiếng Latinh (“của loài chim công”) và hậu tố eidḗs trong tiếng Hy Lạp cổ đại (ειδής; “giống như”), hàm ý không rõ, có lẽ đề cập đến những đốm trắng xanh trên đầu của loài cá này trống giống những đốm xanh lam trên lông công.

## Tình trạng phân loại
C. leucostictus tạo thành một nhóm phức hợp loài với 3 loài khác là Cryptocentrus insignitus, Cryptocentrus cebuanus và Cryptocentrus pretiosus. Tên chi có sẵn cho nhóm này là Batman, nhưng cần có những nghiên cứu sâu hơn để làm sáng tỏ cách phân loại của nhóm.

## Phân bố và môi trường sống
C. pavoninoides được ghi nhận tại quần đảo Andaman và Nicobar (Ấn Độ), đảo Phuket (Thái Lan), Singapore, Indonesia (tới đảo Sulawesi), Malaysia và Philippines. Ở Việt Nam, C. pavoninoides được ghi nhận tại quần đảo Nam Du, quần đảo Hà Tiên (Kiên Giang) và vịnh Vân Phong (Khánh Hòa).
C. pavoninoides sống trên nền đáy bùn và cát của rạn san hô và đầm phá, được tìm thấy ở độ sâu đến ít nhất là 15 m.

## Mô tả
Chiều dài lớn nhất được ghi nhận ở C. pavoninoides là 15 cm. Cá thường có màu nâu với các vạch mờ ở hai bên thân. Đầu có các chấm xanh lam óng. Vây lưng trước có từ 2 đến 5 đốm đen hình trứng nằm giữa vây, từ gai thứ nhất đến gai thứ sáu. Vây bụng màu đen.
C. pavoninoides là loài dị hình giới tính. Cá đực có màu nâu với ba vạch màu sẫm mờ với các đốm xanh lam rải rác trên thân, trong khi cá cái có màu vàng với 8–10 sọc nâu rõ rệt và không có đốm xanh hai bên thân.
Số gai ở vây lưng: 6–7; Số tia ở vây lưng: 11; Số gai ở vây hậu môn: 1; Số tia ở vây hậu môn: 10.

## Sinh thái
C. pavoninoides sống cộng sinh trong hang với tôm gõ mõ.

## Thương mại
C. pavoninoides là một thành phần trong ngành buôn bán cá cảnh, được bán với giá khoảng 30–35 USD một con.